# Ribeiroia ondatrae
Ribeiroia ondatrae es un parásito en el género Ribeiroia, que se cree que es responsable de muchos de los aumentos recientes en las malformaciones de las extremidades de los anfibios, especialmente las patas traseras faltantes, malformadas y adicionales. 
En estudios recientes, se encontró que en las áreas infectadas con R. ondatrae, la población de malformaciones de las extremidades de anfibios era mucho mayor que las poblaciones en las que este trematodo no estaba presente. Cada especie estudiada mostró resultados variables. Por ejemplo, se encontró que los anfibios de las especies Pseudacris regilla, Rana aurora y Taricha torosa exhiben físicamente una mayor frecuencia en el número de anomalías.
El mecanismo exacto de la deformación no se ha determinado, pero se ha teorizado que la deformación se debe a la ruptura mecánica de las células involucradas en la formación de la yema de las extremidades durante la etapa larvaria de anfibios. 

## Ciclo vital
Los primeros hospedadores intermedios son los caracoles de carnero . El segundo huésped intermedio son los peces y los anfibios larvales, incluidas las ranas y las salamandras. En el interior de los anfibios, las cercarias son atraídas hacia las regiones de los brotes de las extremidades donde se forman las extremidades posteriores. Como resultado, un gran número de metacercarias se enquista cerca de la base de las patas traseras. Los anfitriones definitivos son depredadores como halcones, garzas, patos y tejones. 
Se ha encontrado que la abundancia del trematodo teratogénico Ribeiroia ondatre aumenta en aguas eutróficas (ricas en nutrientes). 

## Transmisión mejorada
Un factor importante para las infecciones por R. ondatrae es la exposición a la escorrentía de nutrientes o la eutrofización . Los fertilizantes contienen fosfato, que también es un predictor de la abundancia de larvas de trematodos en los anfibios. El herbicida atrazina ha demostrado debilitar el sistema inmunitario de los anfibios, lo que hace que las ranas se vuelvan más propensas a las infecciones, lo que hace que los depredadores, como las aves, ataquen las ranas múltiples o desaparecidas. Dado que los herbicidas y pesticidas afectan la prevalencia de R. ondatrae en las ranas, aumenta la mortalidad y la patología debido a las extremidades extra o perdidas.

## Localización de la infección.
El mecanismo de Ribeiroia ondatrae para causar malformaciones aún se desconoce, pero parece haber evidencia de en qué áreas del cuerpo infecta más. Los estudios muestran que cuando las ranas o los sapos se ven afectados, parece que el lugar más común para cualquier deformidad es en las extremidades posteriores. Pero la cantidad de exposición a R. ondatrae cercariae parece mostrar dónde puede ocurrir una deformidad. Por ejemplo, una cantidad moderada de R. ondatrae puede afectar las extremidades anteriores de los anfibios, pero una gran dosis de la infección no puede afectar estas extremidades anteriores y solo puede causar deformidades en las extremidades posteriores.

## Especies infectadas
Rana verde, rana del coro del Pacífico, rana leopardo del norte, salamandra de dedos largos, tritón de California, sapo del oeste, rana de patas rojas del norte, rana manchada de Columbia, rana de madera